# 王保原
王保原（1929年9月—2021年2月6日），臺灣臺南佳里人，為臺灣剪黏匠師以及剪黏泥塑技術傳承人，師承乃父王石發，為剪黏師何金龍的一脈傳人；作品遍布臺南市佳里區佳里金唐殿、震興宮、中西區西羅殿、新營區真武殿等廟宇。2017年獲得第四屆國家文化資產保存獎（保存傳承類）。

## 生平

### 早年
王保原出生於台南佳里。祖父王鬧典（1869年－1931年）為木匠師，父親王石發。於佳里西國民學校高等科 （今佳里國中）畢業後，進入日本陸軍「第5野戰航空修理廠屏東分廠」當幼年工。1944年自願請調臺東機場。
1945年，台灣戰後時期初期，王保原一家經濟陷入困境，遷至台東。因際，和父親前往台東天后宮，修補二戰時期遭毀壞的何金龍剪黏作，從而接任天后宮的油彩工程。此為王保原習藝生涯的開端，習得煮桐油、補土、雕刻木構件安金作法，技法逐漸成熟。1945-1946年，父子二人以半年的時光完成臺東天后宮的彩繪工作。1948年10月，王石發攜家帶眷返回臺南佳里。半年後，下營茅港尾觀音寺聘請王家父子彩繪正殿。隔年娶妻陳櫻花，並開設「瑞昌藝術社」販賣鏡台、天光燈和玻璃匾仔。

### 佳里金唐殿初習剪黏
1956年，佳里金唐殿進行第四次大整修，內有眾多何金龍作品毀損，王家父子受聘駐進金唐殿。自此，王保原正式接觸剪黏。廟宇出入口龍虎門的對看牆上，留存其新作之「甘露寺」（敘述劉備招親）與「白虎堂」（敘述穆桂英救夫），為其依照何金龍其他壁堵人物配景，從古書挑選新題材所創造。佳里金唐殿闖出名聲後，多所廟宇剪黏和彩繪工作指名王保原施作，如佳里子龍廟(1958)、大潭廟和柳營果毅後鎮西宮(1963)等。收授徒弟蔡根富、呂興貴、楊勝波等人也陸續入門幫忙。

### 接觸新興材料「淋碭」
1967年，王保原受佳里興震興宮聘請主持整修，始以高溫耐久的淋碭仿作，讓葉王交趾陶作品得到完善保護，亦邀好友蔡草如畫師前來作畫。興震興宮前殿步口牆面空堵上，有其新作之「白虎關」和「范蠡獻西施」；而前殿內左右兩側空白牆面上，亦有「白虎堂」與「甘露寺」兩堵新創作品。 感於時代轉變，傳統剪黏費工，淋碭製作快速，王保原遂至鶯歌「寄窯」一工廠租窯燒製陶偶，後於佳里家中自設電窯，燒製淋搪。陸續施作將軍文衡聖殿（1968）、澎湖廟宇（1969）、大灣清濟宮（1987）等廟宇。
1981年，佳里番仔寮應元宮完成後，考量身體狀況，王保原不再承接廟宇工程，改以「做工藝」心態製作廟于旌仔堵淋塘人物，直至家中電窯壞掉，遂收手不再施作。

### 晚年展覽及教學傳承
2009年3月，臺南縣政府文化處著手進行其剪黏技藝之調查與保存，王保原於同年底捐贈近200張圖面，和約30張老照片給文化處。2010年10月初，重拾手藝於臺南蕭壠文化園區展出新作。11月，臺南縣政府登錄「王保原傳統廟宇剪黏工藝」為傳統藝術。2011年，獲文化部指定為「剪黏泥塑技術文化資產保存技術保存者」。
2012至2018年連辦8期「王保原剪黏創作傳習工作坊」。「第一期王保原剪黏創作傳習工作坊」於臺南蕭壠文化園區開課，二徒弟呂興貴師傅從關廟遠赴佳里協助講課。2013年7月底，第二期剪黏課程開辦，王保原退居第二位，由徒弟呂興貴師傅主講。第六期工作坊，由學習較佳的學員，共同仿製位於佳里頂廍永安宮步口左側壁堵的保原師作品《孫悟空大鬧天宮》。
2021年2月6日因病逝世，享耆壽93歲。

## 獲獎
- 2011年成為臺南市第一位經中央公告指定的「文化資產保存技術保存者」
- 2015年獲頒台南卓越市民
- 2017年獲得第四屆國家文化資產保存獎

## 作品列表
- 1956年

- 佳里金唐殿

- 1964年

- 柳營果毅後堡鎮西宮

- 1967年

- 佳里興震興宮
- 麻豆代天府

- 1968年

- 將軍漚汪文衡殿
- 白河福安宮

- 1971年

- 佳里廣安宮
- 柳營代天院

- 1973年

- 佳里頂廍永安宮
- 新營真武殿
- 佳里佛天宮

- 1987年

- 學甲大灣清濟宮
- 西港中社沙凹金安宮